# Grant Park 165
La Grant Park 165 est une course automobile organisée par la NASCAR et comptant pour le championnat des NASCAR Cup Series.
Sa première édition se déroule le 2 juillet 2023 sur un circuit urbain tracé dans les rues de Chicago dans l'État de l'Illinois. Il s'agit de la première course urbaine organisée dans le cadre du championnat de la Cup Series tout comme celle d'Xfinity Series ayant lieu la veille sur le même circuit.

## Circuit
- Circuit routier urbain ;
- Revêtement en asphalte ;
- 12 virages ;
- Longueur de 2,140 miles (3,444 km) ;
- Segments : 20 - 25- 30 tours.

## Histoire
Le 24 mars 2021, NASCAR annonce qu'un parcours imaginaire en boucle dans les rues du centre-ville de Chicago constituerait le circuit de la cinquième (et qui s'est avéré être la dernière) course de la eNASCAR iRacing Pro Invitational Series 2021 (en). Cette course a été retransmise le 2 juin par NASCAR on Fox. C'est le pilote de Cup Series, James Davison de la Rick Ware Racing, qui a remporté cette course virtuelle.
Depuis l'annonce de la création virtuelle de ce circuit d'iRacing, il y a eu des rumeurs et des spéculations selon lesquelles la NASCAR aimerait faire de cette circuit une réalité et organiser  à l'avenir une course urbaine à Chicago pour le calendrier des Cup Series.
Le 7 juillet 2022, Jordan Bianchi journaliste au The Athletic (en) rapporte qu'une annonce officielle, concernant une course dans les rues de Chicago ajoutée au calendrier de la Cup Series, interviendrait le 19 juillet.
Le 17 juin, Adam Stern du Sports Business Journal suggère le « Chicago Street Course » pourrait remplacer la course sur le circuit Road America en 2023. Le 19 juillet, la NASCAR annonce officiellement l'ajout de la course urbaine de Chicago au calendrier 2023 et son directeur Ben Kennedy (en) confirme qu'elle remplace celle de Road America.
Le 7 mars 2023, la NASCAR annonce que la course ne portera pas de nom de sponsor, qu'elle sera dénommée « Grant Park » en référence au parc où passe la course, qu'elle sera longue de 220 miles et qu'elle comptera 100 tours de piste. De même, pour la course d'Xfinity, la course est dénommée « The Loop 121 » en référence au Loop, partie de la ville de Chicago où passe la course.
La première édition s'est déroulée sous une tempête de pluie. Le départ de la course a été retardé et n'a finalement duré que 78 tours. Le pilote néo-zélandais Shane van Gisbergen et triple champion australien de Supercars a remporté l'épreuve à l'occasion de sa première course de NASCAR pour l'écurie Trackhouse Racing. Il est également devenu le premier pilote à remporter sa première victoire en Cup Series depuis Johnny Rutherford en 1963. Après cette victoire, Van Gisbergen a quitté la Supercars en 2024 et est venu aux États-Unis pour courir à plein temps en NASCAR dès 2025.
Le 20 octobre 2023, la NASCAR annonce que la course sera dorénavant limitée à 165 miles (265,542 km) et 75 tours, les segments passant de 15/30/55 à 20/25/30 tours. Il s'agit à peu près de la même distance parcourue lors de l'édition 2023, raccourcie par la pluie et l'obscurité, qui fut limitée à 171,6 miles et 78 tours.

## Palmarès

### Courses
| Année | Date      | N° | Pilote              | Écurie               | Châssis   | Course | Course          | Course          | Course        | Note   |
| ----- | --------- | -- | ------------------- | -------------------- | --------- | ------ | --------------- | --------------- | ------------- | ------ |
| Année | Date      | N° | Pilote              | Écurie               | Châssis   | Tours  | Miles (km)      | Durée           | Moyenne (mph) | Note   |
| 2023  | 2 juillet | 91 | Shane van Gisbergen | Trackhouse Racing    | Chevrolet | 78     | 171,6 (276,163) | 2 h 50 min 48 s | 60,281        | ,      |
| 2024  | 7 juillet | 48 | Alex Bowman         | Hendrick Motorsports | Chevrolet | 58     | 127,6 (205,351) | 2 h 19 min 24 s | 54,921        | ,      |
| 2025  | 6 juillet | 88 | Shane van Gisbergen | Trackhouse Racing    | Chevrolet | 75     | 165 (265,542)   | 2 h 28 min 17 s | 66,764        | [ 13 ] |

Notes :
1. ↑  La pluie ayant retardé le départ de la course, le nombre de tour a été limité à 75 en raison de l'obscurité. Néanmoins, la course est prolongée de 3 tours à la suite d'un drapeau jaune sorti dans les derniers tours (overtime).
2. ↑  Le soir tombant, la course est limitée à 58 tours après une interruption due à la pluie.

### Pilotes
| Nb.                       | Pilote              | Saison |
| ------------------------- | ------------------- | ------ |
| 1                         | Shane van Gisbergen | 2023   |
| 1                         | Alex Bowman         | 2024   |
| 1                         | Shane van Gisbergen | 2025   |
| Source : Racing-Reference |                     |        |

### Écuries
| Nb.                       | Équipe               | Saison |
| ------------------------- | -------------------- | ------ |
| 1                         | Trackhouse Racing    | 2023   |
| 1                         | Hendrick Motorsports | 2024   |
| 1                         | Trackhouse Racing    | 2025   |
| Source : Racing-Reference |                      |        |

### Manufacturiers
| Nb.                       | Manufacturier | Saison           |
| ------------------------- | ------------- | ---------------- |
| 1                         | Chevrolet     | 2023, 2024, 2025 |
| Source : Racing-Reference |               |                  |

## Logo de la course

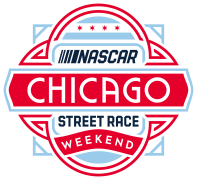
Logo 2023-2024.
Logo de 2025.